# Sumbersono (Lengkong)
Sumbersono is een bestuurslaag in het regentschap Nganjuk van de provincie Oost-Java, Indonesië. Sumbersono telt 1405 inwoners (volkstelling 2010).